# Partido Democrático (Italia)
El Partido Democrático (en italiano, Partito Democratico, abreviado PD) es un partido político italiano de centroizquierda.
El PD es un partido que nació como heredero de la cultura socialdemócrata que, junto con algunos elementos de sensibilidad socioliberal y medioambiental, constituyen la plataforma ideológica del partido.
A nivel europeo, el PD se ha embarcado en una relación de estrecha cooperación con el Partido Socialista Europeo, con quien formó la "Alianza Progresista de Socialistas y Demócratas" en el Parlamento Europeo. El PD es el segundo mayor partido italiano y está fuertemente arraigado en Emilia-Romaña, Toscana, Umbria, Marcas, Basilicata y Cerdeña, en zonas del Véneto y Lombardía.
La fundación del PD tuvo lugar el 14 de octubre de 2007 a través de la primaria para la elección del secretario nacional, y de la "Asamblea Constituyente". El partido se presentó a los votantes como el heredero de El Olivo, una coalición de partidos que nació en 1995 con el objetivo de encontrar una síntesis entre las tradiciones de la democracia social, el liberalismo social cristiano, el ambientalismo social y el socialismo democrático, unidos por un declarado compromiso con Europa.
Walter Veltroni fue el primer secretario nacional, desde la fundación hasta el 17 de febrero de 2009, cuando dimitió de su cargo tras la derrota de las elecciones regionales de Cerdeña. Desde el 21 de febrero de 2009 ocupó este puesto Dario Franceschini, mientras que Pier Luigi Bersani fue secretario desde de las elecciones primarias del 25 de octubre de 2009 hasta abril de 2013. Tras la dimisión de Bersani, el 11 de mayo del mismo año la asamblea del PD designó como secretario a Guglielmo Epifani. Matteo Renzi, quien desde el 22 de febrero de 2014 hasta el 12 de diciembre de 2016 ocupó el cargo de primer ministro de Italia, ocupó este cargo desde diciembre de 2013 hasta marzo de 2018, cuando dimitió debido a la derrota en las elecciones generales de ese año. Maurizio Martina actuó de regente hasta el nombramiento de Nicola Zingaretti, quien fue secretario desde el 16 de marzo de 2019 hasta su dimisión en marzo de 2021. Su sucesor fue Enrico Letta, que mantuvo el cargo hasta febrero de 2023. La actual secretaria es Elly Schlein.
Otro líder destacado es Romano Prodi, creador de El Olivo y ex primer ministro, que fue presidente del partido desde su fundación hasta el 16 de abril de 2008. Paolo Gentiloni, primer ministro desde el 12 de diciembre de 2016 hasta el 1 de junio de 2018, también es miembro del PD.
El PD deriva principalmente de la voluntad de los dos principales partidos de centro-activos al comienzo del siglo XXI Demócratas de Izquierda (DS) de tendencia socialdemócrata y Democracia es Libertad-La Margarita (DL) de tendencia socialcristiana para trabajar en pro de la unificación de la centroizquierda italiana. En el proceso constitutivo también han participado otros grupos políticos: Movimiento Europeo Republicanos (social liberales), Italia de Nuevo (en el centro), Alianza Reformista (socialdemócrata), Demócrata Republicano (republicanismo social) y grupos regionalistas italianos como el Partido Demócrata del sur de Calabrese (Demócrata Cristiano) y el Proyecto Cerdeña (socialdemócrata). Diferente fue el caso del radicales italianos, que presentó sus listas con candidatos del PD, y formó grupo parlamentario después de las elecciones legislativas, pero no se fusionó con el partido.
Si bien en un principio interesados en formar parte de las bases, no han participado en la construcción del PD: el Partido Socialista Democrático Italiano (SDI), la Italia de los Valores declinaron participar antes de Elecciones generales de Italia de 2008.
Dos grupos de la minoría socialista del DS se fusionaron en el nuevo Partido Socialista y fundador del movimiento Izquierda Democrática, el diniani y La Margarita (que dieron lugar, respectivamente, a la Demócratas Liberales y Unión Democrática), el movimiento Popular de Italia (antes federal Margherita), el Partido Socialista Democrático Italiano (PSDI).
El 29 de julio de 2009, al final de la inscripción para el congreso, el partido anuncia contar con 820.607 militantes y es el partido más grande de Europa por número de abonados, seguido por el alemán CDU y el PP.
Actualmente es la principal fuerza política fuera del gobierno en el Parlamento y lidera la oposición al gobierno de Giorgia Meloni.

## Historia

### Las primeras propuestas para un nuevo partido
En 2003 Michele Salvati, elegido en las listas de los demócratas de izquierda, en algunos artículos publicados en periódicos Foglio, esbozó un nuevo partido, nacido de los agentes sociales de la cultura democrática, cristiano-sociales y socio-liberales. La idea de Salvati fue tomada en consideración por Romano Prodi, entonces presidente de la Comisión Europea.
En 2003, a propuesta de Romano Prodi para las elecciones europeas de 2004, nació la lista "en los EE.UU.", compuesto por Demócratas de Izquierda, la Margarita, Socialistas Demócratas Italianos y el Movimiento Republicanos Europeos. La lista unitaria obtuvo el 31,1% de los votos y la elección de 25 europarlamentarios. Prodi instó, por tanto, la unidad también en la lista elecciones generales de Italia de 2006, pero La Margarita prefirió competir con su propio símbolo.
La lista de unidad se configuró para las elecciones regionales de Italia de 2005, que se celebraron en abril de 2005, pero solo en 9 de las 14 regiones. El 16 de octubre de 2005 se celebraron elecciones primarias para elegir el nuevo líder de la coalición de centro-izquierda, que tomó el nombre de La Unión. Los miembros de la federación dell'Ulivo (comúnmente llamada la "Fed") apoyaron la candidatura de Romano Prodi, que con el 74% de los votos, se convirtió en el candidato de la centroizquierda a la Presidencia del Consejo de Ministros de Italia 2006.
El éxito convenció a La Margarita, que aprobó la decisión de presentar la lista unitaria dell'Ulivo en la papeleta electoral para la elección de la Cámara de Representantes, aunque cada uno de los partidos mantuvo su propio símbolo en el Senado.
Inmediatamente después de las primarias, sin embargo, el SDI manifestó que no estaba interesado en la creación de un partido único.

### La evolución del proyecto y el futuro nacimiento del Partido
En la DS existió a la izquierda oposición a la formación del Partido Democrático, liderado por Fabio Mussi y Cesare Salvi, quien presentó una moción de forma explícita la disidencia en el congreso en abril de 2007, llamado la izquierda - Para los socialistas europeos. Una tercera petición de un congreso del partido nuevo, democrático y socialista, fue presentado por otros miembros del partido como Gavino Angius y Mauro Zani, en favor de una federación que no se limitaba a DS y La Margarita.
La Margarita abrió sus puertas en el actual enfrentamiento entre los olivos y las personas, aun cuando la única observación hecha por el presidente Francesco Rutelli se aprobó en un pacto de todas las áreas del partido.
Mientras tanto, hubo numerosas asociaciones, que reclamaron la participación activa de los ciudadanos, incluso los no matriculados en cualquiera de los partidos, a la formación del Partido Democrático.
Romano Prodi en primera persona en 2006, encargó a trece personalidades del mundo de la cultura y la política elaborar El Manifesto para el Partido Democrático. El documento se hizo público en diciembre de 2006.

#### Congresos de DS y La Margarita
El Cuarto Congreso de la DS se caracterizó por una multitud de puntos: "Para el Partido Democrático" en favor del proceso unitario (75,5% de los votos de los miembros), la primera llamada Correntone líder Fabio Mussi en contra de la formación de un coalición de partido único con los sectores moderados (recogió el 15,1%), uno (dirigido por Gavino Angius y Mauro Zani), eran fuertemente crítico del camino seguido Constitución, que exige un vínculo explícito con el socialismo europeo.
La elección del secretario Piero Fassino fue sustancialmente aprobado por la base de la DS de la creación de nuevos sujetos políticos. Mussi y viejos Correntone anunció su salida de la DS y el deseo de ser una nueva partido a la izquierda del Partido Democrático.
El II Congreso de La Margarita, se celebró con el objetivo de establecer el Partido Democrático, y orientada en esta dirección fue la única cuestión planteada por el presidente del partido Francesco Rutelli.
La reunión de La Margarita no presenta la misma división que se produjo en el DS, en consonancia con la inspiración de la unificación de las fuerzas de centro que Rutelli había partido desde su nacimiento como lista electoral en 2001, y, en su calidad de parte en el 2002. La única crítica que ha venido de Arturo Parisi, Ministro de Defensa encargado, y Willer Bordon, que exige la disolución de la Actualidad interno, en vista del nacimiento de la PD, y el exsecretario de la Partido Popular Italiano Gerardo Bianco, que decidió no sumarse a la DP. Más tarde, durante la preparación de la PD, Bordon y el mismo Lamberto Dini decidió no unirse al nuevo partido.

### Elecciones primarias
El primer acto hacia el establecimiento formal del nuevo partido se realizó en 23 de mayo de 2007 con el nombramiento de un comité facilitador, el "Comité 14 de octubre", llamado así en referencia a la fecha en que fue elegido Asamblea Constituyente del Partido Democrático.

### Los miembros del Comité de Promoción
| - Giuliano Amato - Mario Barbi - Antonio Bassolino - Pier Luigi Bersani - Rosy Bindi - Paola Caporossi - Sergio Cofferati - Massimo D'Alema - Marcello De Cecco - Letizia De Torre - Ottaviano Del Turco - Lamberto Dini - Leonardo Domenici - Vasco Errani - Piero Fassino | - Anna Finocchiaro - Giuseppe Fioroni - Marco Follini - Dario Franceschini - Vittoria Franco - Paolo Gentiloni - Donata Gottardi - Rosa Jervolino - Linda Lanzillotta - Gad Lerner - Enrico Letta - Agazio Loiero - Marina Magistrelli - Lella Massari - Wilma Mazzocco | - Maurizio Migliavacca - Enrico Morando - Arturo Parisi - Carlo Petrini - Barbara Pollastrini - Romano Prodi - Angelo Rovati - Francesco Rutelli - Luciana Sbarbati - Marina Sereni - Antonello Soro - Renato Soru - Walter Veltroni - Patrizia Toia - Tullia Zevi |

El Comité determinó las modalidades para la celebración de elecciones primarias para la elección de la Asamblea Nacional Constituyente y componentes regionales, con sus secretarios.
El 31 de julio de 2007 La Coordinación Nacional de las primarias de la presentación de candidaturas oficiales al cargo de Secretario Nacional de la PD a:
- Mario Adinolfi,
- Rosy Bindi,
- Pier Giorgio Gawronski
- Jacopo G. Schettini,
- Enrico Letta,
- Walter Veltroni.

Mandantes en las elecciones del 14 de octubre de 2007 implicará una participación mayor de la esperada, con 3.554.169 votos válidos, incluyendo la circunscripción de los italianos en el extranjero.
Las listas vinculadas a Walter Veltroni ("los demócratas con Veltroni", "Medio ambiente, innovación, empleo", "De izquierda a Veltroni" y otras listas locales), obtenemos un total de 2.694.721 votos (75,82 %) y 2322 delegados electos de la Asamblea Nacional Constituyente (incluyendo el mismo candidato para la voz) de un total de 2858 elegidos automáticamente decretó la elección de Veltroni, secretario nacional del PD.
En su lugar fueron 313 delegados electos a la lista con los demócratas, Rosy Bindi, en realidad "221, la" Demócratas por Enrico Letta.
Las listas en apoyo de Adinolfi (Generación Olivo) y las de apoyo a Gawronski ("El valor de cambio" y "Nosotros por el Partido Democrático") podría elegir en lugar de sólo dos candidatos para el cargo.

### La asamblea constituyente
La Asamblea Nacional Constituyente asume el cargo sábado 27 de octubre de 2007 y el Milán (en el recinto ferial de Rho Pero Italia. Los miembros son elegidos a través de listas bloqueadas 2858 formó el criterio de la alternancia entre hombres y mujeres. El primer Presidente de la Asamblea Nacional Constituyente es Romano Prodi, fundador de el Olivo y los Ministros de la oficina del primer.
La liquidación es formalizada en la reunión de la elección de Veltroni, primera Secretaria Nacional. Después de que la Asamblea aprobó sin ninguna discusión, un dispositivo de parte de la EP - Aprobado por la Asamblea Nacional Constituyente PD propuesto por Veltroni, que entre otras cosas prevé la designación de Dario Franceschini como Subsecretario nacional del partido y de Mauro Agostini un tesoro nacional. Luego se formó en la Asamblea, tres comisiones de 100 miembros cada una (con representación de todas las listas de delegados proporcional a la composición total de la Asamblea), que elaborará el Estatuto, respectivamente, el Manifiesto de Valores y el Código de Ética Nacional fiesta. Dada la estructura federal de la EP, documentos similares, se proporcionará a nivel regional, por redarsi por la Asamblea Constituyente Regional.
En los días inmediatamente después de la Asamblea Constituyente de Milán, que la sombra del poder ejecutivo y los órganos consultivos de la fiesta. El 4 de noviembre de 2007, el Secretario nombrará a los PD Veltroni Ejecutivo, con 17 miembros de los cuales 9 son mujeres (la mayoría).
El 7 de noviembre de 2007 es elegido líder del PD Cámara de Representantes Antonello Soro. Al Senado es un líder confirmados de la Oliva Anna Finocchiaro.
En el mes de noviembre son la creación de asambleas constituyentes regionales, que elegirán a sus presidentes y formalizar la elección del Secretario Regional. También en noviembre, y se instalen las Asambleas Provinciales provisional (formado por los delegados a las Asambleas Constituyentes regional competente territorialmente y nacional), cada uno de los cuales elige un presidente y un coordinador provincial, que también pro tempore.
Entre el diciembre de 2007 y el febrero de 2008 es de las raíces locales del partido. En cada ciudad se refieren a las asambleas de los votantes el 14 de octubre, a fin de establecer los círculos espaciales de la EP. Cada club elige a sus coordinadores y sus delegados a la reunión de la ciudad (cuando en el mismo municipio hay círculos más territorial) y Provincial. Cada Asamblea Provincial elegirá su Presidente y el entonces secretario provincial. Del mismo modo cada reunión Town (cuando se forman) elegirá a su Presidente y Secretario los ciudadanos, y dentro de cada círculo Coordinación Territorial elige al Secretario de la línea Circle (que coincide con el Secretario Ciudadanos en los municipios donde la tierra es sólo un círculo).
La segunda reunión de la Asamblea Nacional Constituyente, el sábado 16 de febrero de 2008 en Roma, el Estatuto se aprobó el Manifiesto de Valores y el Código de Ética.
La Asamblea Nacional Constituyente se reunió de nuevo, en otras ocasiones, el sábado 21 de febrero de 2009 en Roma, tras la dimisión como secretario de Walter Veltroni. En la presencia de menos de la mitad de los delegados, fue elegido como el nuevo Secretario Nacional Dario Franceschini, que obtuvo 1.047 votos contra 92 de la Arturo Parisi.

### Dimisión de Berlusconi y el apoyo a Monti
El 8 de noviembre de 2011, después que la Cámara había aprobado con 308 votos a favor de la Cuenta General del Estado, Silvio Berlusconi, teniendo en cuenta el debilitamiento de la mayoría absoluta de su coalición en la Cámara de Diputados, por la tarde, mantener una conversación con el presidente de la República Giorgio Napolitano, anunció que el mandato de llamar al jefe de Estado tras la aprobación de la Ley de Estabilidad. La dimisión se formalizó el 12 de noviembre y 13 de noviembre Bersani sigue reiterando su apoyo en lo posible, se convierten entonces en gobierno, dirigido por el profesor Monti, encaminado a superar la actual crisis económica, un gobierno que necesita una sólida formación técnica para reactivar la economía mediante la realización de las reformas.

### Elecciones generales de Italia de 2013

Logo de la coaliciòn Italia. Bien Comùn, uniòn electoral del PD, Izquierda Ecología y Libertad, Centro Democrático y SVP.

El 25 de octubre de 2009, Bersani ganó las elecciones primarias, superando al secretario Dario Franceschini, y el senador Ignacio Marino, siendo elegido como secretario nacional del PD. Entre los partidarios de la candidatura de Bersani estaban Massimo D'Alema, Rosy Bindi, Enrico Letta, Livia Turco, Rosa Russo Iervolino y Antonio Bassolino.
En particular, la aplicación de los mismos en sus listas para las elecciones primarias ha estado en el centro de varias controversias por las muchas contradicciones que surgieron durante su mandato como gobernador de la Campania.
Pier Luigi Bersani es el ganador de las primarias de la izquierda italiana, lo que le convierte en el candidato del Partido Democrático (PD) para las elecciones generales que se celebrarán en 2013.
Su rival, Matteo Renzi, ha reconocido su derrota a través de un mensaje en la red social Twitter y ante sus seguidores. "Nuestra idea no ha vencido, hemos sido derrotados porque queríamos hacernos con el Gobierno de este país y no lo hemos logrado", dijo contundente el joven alcalde de Florencia, quien afirmó que la victoria de Bersani "ha sido clara" y que al vencedor le espera "un gran desafío". Y es que con más del 80% de las papeletas escrutadas, Bersani lideraba el recuento con un 60,8% frente al 39,1% de Renzi. Una diferencia insalvable.
El 25 de febrero de 2017 un grupo de políticos del partido, discontentos con el liderazgo de Renzi, se escindió y fundó Artículo 1 - Movimiento Demócrata y Progresista.

## Resultados electorales

### Parlamento Italiano
|  | 33.1 % |

|  | 25.5 % |

|  | 18.8 % |

|  | 19.06 % |

|  | 33.1 % |

|  | 27.4 % |

|  | 19.1 % |

|  | 18.96 % |

### Parlamento Europeo
|  | 26.1 % |

|  | 40.8 % |

|  | 22.7 % |

|  | 24.1 % |

### Consejos Regionales
| Región              | Año electoral | Votos           | %    | Escaños | +/− |
| ------------------- | ------------- | --------------- | ---- | ------- | --- |
| Valle de Aosta      | 2020          | 10.106 (3.º)    | 15,3 | 7/35    | 7   |
| Piamonte            | 2019          | 430.902 (2.º)   | 22,4 | 10/51   | 17  |
| Lombardía           | 2018          | 1.008.496 (2.º) | 19,2 | 16/80   | 1   |
| Tirol del Sur       | 2018          | 10.806 (7.º)    | 3,8  | 1/35    | 1   |
| Trentino            | 2018          | 35.530 (2.º)    | 13,9 | 5/35    | 2   |
| Véneto              | 2020          | 244.881 (3.º)   | 11,9 | 7/51    | 2   |
| Friul-Venecia Julia | 2018          | 76.423 (2.º)    | 18,1 | 10/49   | 10  |
| Emilia-Romaña       | 2020          | 749.976 (1.º)   | 34,7 | 23/50   | 7   |
| Liguria             | 2020          | 124.586 (2.º)   | 19,9 | 7/31    | 1   |
| Toscana             | 2020          | 563.116 (1.º)   | 34,7 | 23/41   | 2   |
| Marcas              | 2020          | 156.394 (1.º)   | 25.1 | 7/31    | 8   |
| Umbría              | 2019          | 93.296 (2.º)    | 22,3 | 5/21    | 6   |
| Lacio               | 2023          | 313.285 (2.º)   | 20,2 | 10/51   | 8   |
| Abruzos             | 2019          | 66.796 (3.º)    | 11,1 | 4/31    | 7   |
| Molise              | 2018          | 13.122 (3.º)    | 9,0  | 2/21    | 1   |
| Campania            | 2020          | 398.490 (1.º)   | 16,9 | 9/51    | 7   |
| Apulia              | 2020          | 289.188 (1.º)   | 17,3 | 17/51   | 3   |
| Basilicata          | 2019          | 22.423 (5.º)    | 7,7  | 3/21    | 9   |
| Calabria            | 2021          | 100.437 (2.º)   | 13,2 | 5/31    | 1   |
| Sicilia             | 2017          | 250.633 (3.º)   | 13,0 | 12/70   | 11  |
| Cerdeña             | 2019          | 96.235 (1.º)    | 13,5 | 8/60    | 11  |